# Gesté
Gesté és un municipi francès situat al departament de Maine i Loira i a la regió de País del Loira. L'any 2007 tenia 2.478 habitants.

## Demografia

### Població
El 2007 la població de fet de Gesté era de 2.478 persones. Hi havia 962 famílies de les quals 242 eren unipersonals (104 homes vivint sols i 138 dones vivint soles), 299 parelles sense fills, 346 parelles amb fills i 75 famílies monoparentals amb fills.
La població ha evolucionat segons el següent gràfic:
Habitants censats

### Habitatges
El 2007 hi havia 1.055 habitatges, 979 eren l'habitatge principal de la família, 8 eren segones residències i 68 estaven desocupats. 1.027 eren cases i 27 eren apartaments. Dels 979 habitatges principals, 772 estaven ocupats pels seus propietaris, 199 estaven llogats i ocupats pels llogaters i 9 estaven cedits a títol gratuït; 2 tenien una cambra, 47 en tenien dues, 129 en tenien tres, 254 en tenien quatre i 547 en tenien cinc o més. 798 habitatges disposaven pel capbaix d'una plaça de pàrquing. A 431 habitatges hi havia un automòbil i a 478 n'hi havia dos o més.

### Piràmide de població
La piràmide de població per edats i sexe el 2009 era:
| Homes | Edats   | Dones |
| ----- | ------- | ----- |
| 0     | 95 o +  | 8     |
| 4     | 90 a 94 | 24    |
| 16    | 85 a 89 | 44    |
| 32    | 80 a 84 | 16    |
| 44    | 75 a 79 | 60    |
| 56    | 70 a 74 | 40    |
| 56    | 65 a 69 | 68    |
| 68    | 60 a 64 | 68    |
| 56    | 55 a 59 | 48    |
| 96    | 50 a 54 | 96    |
| 92    | 45 a 49 | 80    |
| 68    | 40 a 44 | 72    |
| 108   | 35 a 39 | 80    |
| 72    | 30 a 34 | 48    |
| 88    | 25 a 29 | 44    |
| 72    | 20 a 24 | 84    |
| 72    | 15 a 19 | 104   |
| 100   | 10 a 14 | 72    |
| 52    | 5 a 9   | 60    |
| 28    | 0 a 4   | 40    |

## Economia
El 2007 la població en edat de treballar era de 1.515 persones, 1.199 eren actives i 316 eren inactives. De les 1.199 persones actives 1.117 estaven ocupades (649 homes i 468 dones) i 82 estaven aturades (22 homes i 60 dones). De les 316 persones inactives 140 estaven jubilades, 93 estaven estudiant i 83 estaven classificades com a «altres inactius».

### Ingressos
El 2009 a Gesté hi havia 1.004 unitats fiscals que integraven 2.486 persones, la mediana anual d'ingressos fiscals per persona era de 15.870 €.

### Activitats econòmiques
Dels 87 establiments que hi havia el 2007, 2 eren d'empreses alimentàries, 1 d'una empresa de fabricació de material elèctric, 10 d'empreses de fabricació d'altres productes industrials, 19 d'empreses de construcció, 14 d'empreses de comerç i reparació d'automòbils, 5 d'empreses de transport, 2 d'empreses d'hostatgeria i restauració, 3 d'empreses financeres, 2 d'empreses immobiliàries, 12 d'empreses de serveis, 11 d'entitats de l'administració pública i 6 d'empreses classificades com a «altres activitats de serveis».
Dels 22 establiments de servei als particulars que hi havia el 2009, 1 era una oficina de correu, 2 oficines bancàries, 2 tallers de reparació d'automòbils i de material agrícola, 1 autoescola, 2 paletes, 3 guixaires pintors, 4 fusteries, 2 lampisteries, 1 electricista, 2 perruqueries, 1 restaurant i 1 saló de bellesa.
Dels 8 establiments comercials que hi havia el 2009, 1 era un supermercat, 1 una botiga de més de 120 m², 2 fleques, 1 una peixateria, 1 una llibreria, 1 una botiga de roba i 1 una botiga de material esportiu.
L'any 2000 a Gesté hi havia 70 explotacions agrícoles que ocupaven un total de 2.756 hectàrees.

## Equipaments sanitaris i escolars
El 2009 hi havia 1 farmàcia i 1 ambulància.
El 2009 hi havia 2 escoles elementals.

## Poblacions més properes
El següent diagrama mostra les poblacions més properes.